# Morire dentro
Morire dentro (Dying Inside), è un romanzo di fantascienza dello scrittore statunitense Robert Silverberg del 1972.

## Storia editoriale
Dying Inside è stato scritto nell'arco di nove settimane nel 1971, uno dei periodi più prolifici di Silverberg: durante quell'anno vide la luce anche Vacanze nel deserto (The Book of Skulls, 1972) e un'altra decina di opere minori.
Il romanzo è stato pubblicato per la prima volta sulla rivista Galaxy Science Fiction in due puntate uscite nei numeri di luglio e settembre del 1972 e ristampato poi nell'ottobre dello stesso anno in edizione paperback. Nell'anno seguente è stato candidato al Premio Hugo, al Premio Nebula, classificandosi al terzo posto per il Premio Locus e ricevendo il premio speciale "for excellence in writing" assegnato durante il Premio John Wood Campbell Memorial.
Dying Inside non riscosse molto successo all'epoca della sua uscita, ma oggi è considerata una delle migliori opere di Silverberg, tradotta in moltissime lingue tra cui l'urdu e lo swahili; in Italia il romanzo è uscito in libreria nel 1978.

## Trama
(Robert Silverberg Morire dentro)
David Selig a quarantun'anni è irrealizzato. Vive a New York in un appartamento dimesso, si arrangia scrivendo dietro compenso tesi per gli studenti universitari, non ha una relazione stabile e ha un rapporto conflittuale con la sorella Jude che lo aiuta comunque economicamente. David tuttavia non è un uomo normale: è un telepate. Ha sempre accettato questa sua dote con normalità anche se il potere di poter leggere nelle menti degli altri, ne ha sempre caratterizzato la vita e le relazioni sociali. A differenza dell'ex amico Tom Nyquist, anch'egli telepate le cui doti David ha scoperto per caso, non ha messo a frutto le sue capacità per garantirsi una vita agiata.
Quando scopre che con l'avanzare dell'età il potere telepatico si sta affievolendo fino a ersaurirsi, David deve confrontarsi con ciò che è, con le sue relazioni con gli altri e sul suo futuro.

## Personaggi
David SeligIl quarantunenne protagonista del libro. Da bambino si è accorto di poter agevolmente leggere i pensieri degli altri. Ha convissuto con questa dote senza tuttavia volerla metterla a frutto economicamente. Si è sempre limitato a vivere di espedienti, componendo dietro compenso le tesi degli universitari e grazie ai numerosi prestiti della sorella Jude.
Judith "Jude" Hannah SeligLa sorella di David. Adottata dai genitori di David su consiglio di uno psicoterapeuta per tentare di risolvere i problemi comportamentali del figlio. Ha un rapporto conflittuale con David ed è una delle pochissime persone a conoscerne le doti telepatiche. Verso la fine del romanzo si riconcilierà con il fratello.
Tom NyquistAmico di David, di origini scandinave e anche lui dotato di doti telepatiche. A differenza di David ha messo a frutto le sue capacità a Wall Street, garantendosi una vita agiata.
Kitty HolsteinEx fidanzata David e una delle poche persone di cui non riesce a leggere i pensieri. David è così frustrato dal fatto che tenta ogni espediente per riuscire a leggere la mente della ragazza. L'ossessione di David spinge Litty tra le braccia di Tom Nyquist con il quale andrà a convivere.
Martha SeligLa madre di David.
Paul SeligIl padre di David.
Dottor HittnerLo psicoterapeuta cui si sono rivolti i genitori di David per tentare di riolverne i problemi caratteriali.
Lisa HolsteinUna donna con la quale David ha una brevissima relazione.
Claude GuermantesProfessore di letteratura francese con la quale Jude ha una relazione. Individuo borioso ma affascinante.
Yahya LumumbaStudente universitario, promessa della pallacanestro. Si rivolge a David per farsi scrivere, dietro pagamento, una tesina per l'università. Astioso e violento, decide di non pagare David pestandolo con l'aiuto dei suoi compagni di squadra.
MuellerInsegnante di David durante l'adolescenza. Appassionata di parapsicologia, utilizzando le carte Zener durante un esperimento in classe, quasi scopre il potere di David.
Toni HuxleyBrillante ragazza, conosciuta da David quando lei aveva ventiquattro anni e con la quale ha convissuto per sette settimane, otto anni prima. Durante un'esperienza della ragazza con l'LSD David si trova a sua volta allucinato leggendole la mente. L'esperienza è così traumatizzante per entrambi che i due si lasciano.
Karl F. SilvestriUno dei tanti amanti della sorella di David.

## Altri media
Dal romanzo è stato tratto l'omonimo radiodramma (Dying Inside), trasmesso dalla BBC nel febbraio del 2001.

## Edizioni
- (EN) Robert Silverberg, Dying Inside 1/2, in Galaxy Science Fiction, vol. 33, n. 1, UPD Publishing Corporation, luglio 1972.
- (EN) Robert Silverberg, Dying Inside 2/2, in Galaxy Science Fiction, vol. 33, n. 2, UPD Publishing Corporation, settembre 1972.
- (EN) Robert Silverberg, Dying Inside, Charles Scribner's Sons, 1972.
- Robert Silverberg, Morire dentro, traduzione di Rino Ferri, I libri di Robot, n. 1, Armenia editore, 1978,  p. 240.
- Robert Silverberg, Morire dentro, traduzione di Rino Ferri, I Classici di Urania, n. 142, Arnoldo Mondadori editore, 1989,  p. 192.
- Robert Silverberg, Morire dentro, traduzione di Stefano Tummolini, Le strade, n. 122, Fazi editore, 2007,  p. 288, ISBN 978-88-8112-817-4.